# Cantó de Tolosa-3
El cantó de Tolosa-3 és un cantó francès del departament de l'Alta Garona, a la regió d'Occitània. Està inclòs al districte de Tolosa, està format només per la part del municipi que és cap de la prefectura, Tolosa de Llenguadoc.

## Barris
- Arenas
- Barrièra de Baiona e de Lombés
- Borrasòl
- Casselardit
- Fèrre de Caval
- Fonts
- Font L'estanh
- Pata d'Auca
- Rapas
- Roguet
- Sant Çubran